# Фистизеј (Белуно)
Фистизеј (итал. Fistisei) је насеље у Италији у округу Белуно, региону Венето.
Према процени из 2011. у насељу је живело 28 становника. Насеље се налази на надморској висини од 457 м.